# 벨벳 (가수)
벨벳(Velvet, 1975년 11월 5일 ~ )은 스웨덴의 가수이다. 2005년 음악 산업에 데뷔한 이후 2개의 음반을 발매했으며 처음 8개 싱글은 모두 스웨덴 싱글 차트에서 톱20 정상을 찍었다.

## 음반
| 연도 | 음반      | 스웨덴 | 노르웨이 | 폴란드 |
| 연도 | 음반      | 최고   | 최고     | 최고   |
| ---- | --------- | ------ | -------- | ------ |
| 2006 | Finally   | 46     | –        | –      |
| 2009 | The Queen | 33     | 17       | 59     |